# David Lance Goines
Pour les articles homonymes, voir Goines.
David Lance Goines est un artiste, calligraphe, typographe, imprimeur et auteur américain né le 29 mai 1945 à Grants Pass, dans l'Oregon et mort le 19 février 2023 à Berkeley (Californie). Il est l'aîné d'une fratrie de huit enfants dont la mère était artiste calligraphe et le père ingénieur civil. En 1960, Goines étudie la littérature classique à l'université de Californie à Berkeley jusqu'en 1964 où sa participation au Free Speech Movement entraîne son renvoi. Il réintègre temporairement l'établissement avant de le quitter définitivement pour devenir apprenti imprimeur à Berkeley en 1965. Il a reçu en 1983 l'American Book Award pour son livre A Constructed Roman Alphabet. En plus de son travail artistique et calligraphique, Goines a écrit sur l'activisme politique, son roman, The Free Speech Movement : Coming of Age in the 1960, a été publié en 1993.